# Ersilia Zamponi
Ersilia Zamponi (Omegna, 1940 – Omegna, 3 agosto 2025) è stata una saggista e insegnante italiana.

## Biografia
Dopo il diploma all'istituto magistrale, si laureò a Milano in scienze pedagogiche, insegnando quindi alle scuole elementari e alle medie e ricoprendo anche il ruolo di preside. Divenne nota per la pubblicazione, in forma di saggio, di materiali ludici e creativi per una didattica sperimentale della lingua italiana. Fu docente alla scuola media Rodari di Crusinallo, frazione di Omegna, dove invitò con passione i suoi allievi alla lettura. Fu promotrice di numerose e brillanti attività volte ad avvicinare i ragazzi alla letteratura, tra le quali si segnalano la creazione della Cooperativa Libromagia - un'associazione gestita dagli studenti dell'ultimo anno che aveva, tra gli altri, l'obiettivo di organizzare periodicamente una fiera del libro all'interno della scuola - e delle Edizioni del Falco, una piccola (e fittizia) casa editrice gestita interamente dai ragazzi, che dava loro la possibilità di pubblicare e diffondere all'interno della scuola racconti e poesie. È mancata nella sua Omegna la sera del 3 agosto 2025.   

## Produzione letteraria

### I draghi locopei
(Umberto Eco, "La bustina di minerva")
Nel 1982, stimolata da una conversazione avuta con Franco Fortini, iniziò, in una sezione a "tempo prolungato", una sperimentazione triennale per un insegnamento ludico dell'italiano, ispirato a una rubrica settimanale su Tuttolibri di Giampaolo Dossena, all'opera di Gianni Rodari (nativo di Omegna), alle sperimentazioni di Franco Fortini, Raymond Queneau, André Breton, Guillaume Apollinaire, e alle basi programmatiche del "Gruppo μ". Il risultato di quel lavoro - metodi e materiali - attirò l'attenzione di Umberto Eco che vi dedicò nel 1985 una recensione positiva sul settimanale L'Espresso. Quegli stessi materiali didattici furono pubblicati l'anno successivo nel saggio I draghi locopei. Imparare l'italiano con i giochi di parole, edito da Einaudi nel 1986, con prefazione di Umberto Eco. L'opera ha conosciuto una riedizione nel 2007, corredata di una postfazione di Stefano Bartezzaghi.

### Altre opere
Nel 1988, ha pubblicato per lo stesso editore, in collaborazione con Roberto Piumini, il saggio Calicanto. La poesia in gioco, la cui seconda edizione è uscita nel 2008.

## Opere
- I draghi logopei. Imparare l'italiano con i giochi di parole, Torino, Einaudi, 1982. [1986]2, [2007]3 ISBN 978-88-06-59204-2
- (con Roberto Piumini), Calicanto. La poesia in gioco, Torino, Einaudi, 1988. [1986]2, [2008]2 ISBN 978-88-06-19124-5
- (curatrice), Fiabe italiane, di Italo Calvino, Torino, Einaudi, 1990
- Quaderno di lessico. Per la scuola media, Milano, Bruno Mondadori scolastica, 1991, ISBN 978-88-424-1050-8.